# Четинари
Четинари су група голосеменица која обухвата 631 савремену врсту. Име су добили по игличастим асимилационим органима - четинама, а које карактерише већину врста. Асимилациони органи неких четинара могу да буду кратки, као код тисе (око 1,5 cm) или дугачки и до 20–45 cm, као код дугоигличавог америчког бора (Pinus palustris). Неки четинари (као што су туја и чемпрес) уместо четина имају асимилационе органе у облику љуспи. Четинари расту углавном као шумско дрвеће, мада се неки јављају и у форми ниског растиња (жбуње). Углавном расту на Северној Хемисфери у субарктичкој зони и заузимају огромна пространства Скандинавије, Русије и Канаде — тајге.
Цвет четинара је увек једнополан: мушки груписан у шишаричасте цвасти (микростробиле), а женски у шишаричасте цвасти (макростробиле) или је појединачни (тиса, тореја, цефалотаксус). У мушким шишаркама образују се поленова зрна. Она су код четинара прилагођена опрашивању помоћу ветра или животиња. У женским шишаркама формирају се семени замеци који су голи, а по оплођењу дају семе у шишарици или појединачно. Појединачно семе најчешће је у меснатом омотачу - арилусу. Четинари могу да буду једнодоми (обе врсте цветова на истој индивидуи) и дводоми (мушки цветови на мушким индивидуама, женски на женским). За оплођење четинара није неопходна вода. Шишарице четинара могу да буду различитог облика (купастог, ваљкастог, лоптастог), димензија (мање од 1 cm (Chamaecyparis pisifera) до 30 - 60 cm (Pinus lambertiana) и конзистенције (одрвењене, кожасте, меснате – бобичасте). 

## Разноврсност четинара
У четинаре спадају познате биљке као што су борови, јеле, смрче, кедрови, клеке, чемпреси... Ендемити Балканског полуострва су борови молика и муника, као и врста смрче панчићева оморика.

## Ред четинара (Pinales)
Четинари су група голосеменица, припадају класи четинара и обухватају 631 врсту. На попречном пресеку четинара јасно се разликују дрво и кора. Дрво је испуњено смолом. Листови су мали, игличастог облика и имају посебан назив четине. Цео ред четинара је добио име по четинама.
По грађи се деле на:
- ниске,
- средње,
- високе,
- полегле и
- лоптасте.

У ред четинара убраја се највећи број голосеменица: бор, јела, клека, смрча, ариш, панчићева оморика...

### Бор
Бор је голосеменица, припада реду четинара. Распрострањен је у шумским подручјима умереног појаса, углавном на северној полулопти. 

#### Борови у Србији
У шумама Србије расте пет аутохтоних врсте борова:
- Црни бор - лат. ,
- Бели бор или сребрни бор - лат. ,
- Бор кривуљ или планински бор - лат. ,
- Муника - лат.  и
- Молика - лат. Pinus peuce.

Молика и муника су терцијерни реликти и ендемске врсте Балканског полуострва.

##### Друге интересантне врсте борова
Интересантне су и друге врсте борова, значајне због својих декоративних или употребних особина:
- Хималајски бор - лат. Pinus wallichiana, врста изузетне лепоте, честа на зеленим површинама,
- Вајмутов бор, боровац - лат. Pinus strobus, прилагодљива врста, значајна за пошумљавање голети,
- Пињол, пинија - лат. Pinus pinea, врста која осим изузетне лепоте има и јестиво семе,
- Алепски бор - лат. Pinus halepensis, приморска врста изузетне лепоте и
- лат. , врста борова која се убраја у најдуговечније живе организме на планети.

### Панчићева оморика
Панчићева оморика (Picea omorika) је ендемит подручја Подриња, западне Србије и источне Босне (околина Вишеграда). Име је добила по српском ботаничару Јосифу Панчићу који ју је открио на планини Тари 1875. године, код села Заовине и Растишта.
Панчићева оморика је танко, витко, до 50 метара високо четинарско дрво.
Панчићева оморика има сродне врсте у источној Азији и на северу Европе и Азије, из чега следи да је оморика реликт из терцијара. Прародитељи оморике били су некада широко распрострањени у Европи и Азији. Ово су потврдили и фосилни остаци врсте која је веома слична данашњој оморици, те је названа Picea omorikoides.
Научни назив оморика потиче од локалног имена за ову четинарску врсту.

### Јела
Јела (лат. Abies, по латинском називу беле јеле.) је род зимзеленог четинарског дрвећа из фамилије борова (Pinaceae). Обухвата 51 врсту распрострањених у планинама северне хемисфере Род јела се дели у 10 секција, од којих су само две присутне у Европи — Abies и Piceaster.

#### Врсте јела (по секцијама)

##### 
- Бела јела
- Бугарска јела
- Грчка јела
- Киликијска јела
- Сицилијанска јела
- Кавкаска јела

- Пацифичка јела
- Мејрисова јела

- Балсзамаста јела
- Јела са Стеновитих планина (лат. Abies bifolia)
- Тајванска јела
- Америчка субалпијска јела
- Сибирска јела
- Фрејзерова јела
- Корејска јела
- Хинганска јела
- Сахалинска јела
- Вејчова јела

- лат.

- Дугоигличава или америчка бела јела
- Дураншка јела
- Халиска јела(лат. Abies flinckii)
- Џиновска јела
- Гватемалска јела
- Мексичка јела

- Моми јела
- Шенси јела
- Манџуријска јела
- Западнохималајска јела
- лат.
- Нико јела (лат. Abies homolepis)
- Мин јела (лат. Abies recurvata)

- Величанствена јела
- Црвена јела

- Хикелова јела
- Света јела
- Вехарова јела

- Алжирска јела
- Шпанска јела

- лат.
- лат.
- Бутанска јела
- лат.
- лат.
- лат.
- лат.
- Источнохималајска јела
- лат.
- лат.

### Употреба четинара
Већина четинара се због свог квалитета користи у индустрији. У грађевинској техници од четинара се највише употребљавају бор, смрча, јела и ариш. Примена ових врста је разноврсна: у мостоградњи, за израду стубова, железничких прагова, у зградарству, столарству, за израду скела, међуспратних и кровних конструкција и бродских подова. Поред индустрије, четинари се користе за украшавање вртова, травњака, дворишта... За живе ограде најчешће се користи туја. Такође, четинари се користе и у прехрамбеној индустрији (чајеви, мед...)

## Ред тисе ()
Биљке из реда тисе најчешће су дрвенасте или жбунасте. Листови су игличасти, ситни и прости, спирално распоређени. Семени замеци су појединачни, смештени испод листа и обавијени су сочним ткивом. Најпознатији представници реда тисе су европска тиса (Taxus baccata) и клека.

### Европска тиса
Европска тиса (лат. Taxus baccata) је дрвенаста зимзелена врста четинара из реда тиса̂ (Taxales). Распрострањена је у западној, средњој и јужној Европи, северозападној Африци и југозападној Азији до северног Ирана.

### Употреба тисе
Тисово дрво је тврдо, чврсто и еластично. Тешко се цепа, али се површина веома добро обрађује. Најчешће се користи у уметничком столарству и резбарске радове, за стубове, израду дрвених судова и прибора за јело. Некада се њено дрво употребљавало у бродоградњи и за израду славина на бурадима. Сматра се да су масовна сеча и употреба тисе, као и народна веровања у њену заштитничку моћ, готово допринели њеном истребљењу. Тиса је данас законом заштићена врста.
Народно веровање каже да тиса штити од злих духова, па је у крајевима где је расла, народ њено дрво ушивао у одећу или носио окачену о врат у облику крстића. Од тисиног дрвета правили су се употребни (кашике и штапови), и украсни (огрлице) предмети. Магична моћ тисе објашњавала се са њеном дуговечношћу.
- Црни бор
- Бели бор
- Европска јела
- Смрча
- Либански кедар
- Клека
- Медитерански чемпрес